# Stuart Tosh
Stuart MacIntosh (nacido el 26 de septiembre de 1948, en Aberdeen, Escocia, Reino Unido.) es un baterista, compositor y cantante escocés.
Conocido también como Stuart Tosh, MacIntosh grabó y realizó giras con una serie de conocidas y respetadas bandas musicales durante la década de 1970 y 1980, incluyendo Pilot, The Alan Parsons Project, 10cc y Camel. Stuart reside en el área de Bridge of Don de Aberdeen.